# Zapošljavanje
Zapošljavanje je postupak u kojemu poslodavac, državni ili privatni pravni subjekt, dodijeljuje radno mjesto, tj. stupa u radni odnos s dotad nezaposlenom osobom na temelju njezinih sposobnosti, znanja i stručnosti u traženoj djelatnosti.
Prema Zakonu o tržištu rada Republike Hrvatske (NN 118/2018), priprema za zapošljavanje uključuje profesionalno usmjeravanje, razvoj vještina upravljanja karijerom, podršku u definiranju i izradi profesionalnoga plana i sporazuma za uključivanje na tržište rada te, po potrebi, obrazovanje za zapošljavanje i profesionalnu rehabilitaciju.
Djelatnosti vezane uz zapošljavanje u Hrvatskoj nadzire Hrvatski zavod za zapošljavanje (HZZO), koji vodi evidenciju nezaposlenih osoba.

## Vanjske poveznice
- Službene stranice HZZO-a